# Ocurí (Potosí)
Ocurí es un pueblo y municipio de Bolivia, ubicado en la provincia de Chayanta del departamento de Potosí. La cabecera municipal se encuentra a 100 kilómetros hacia el norte de la ciudad de Potosí, la capital departamental. Tiene una población de 2200 habitantes, su clima es seco y frío durante casi todo el año, sobre todo en invierno, debido a su gran altitud.
El origen de la población es quechua y su mayoría es bilingüe (quechua y castellano).

## Geografía
Presenta una topografía muy accidentada con relieves irregulares, variando desde planicies de poca pendiente hasta serranías con pendientes muy pronunciadas. Alcanza una temperatura media de 9.3 °C, con un clima que oscila entre templado y frío. Atraviesan su territorio los ríos Guadalupe y Tomoyo.

## Demografía
De acuerdo con el censo boliviano de 2024, la población del municipio de Ocurí es de 14 367 habitantes.
La población del municipio aumentó sólo ligeramente entre 1992 y 2024:
| Año  | Habitantes (municipio) | Fuente |
| ---- | ---------------------- | ------ |
| 1992 | 14.354                 | Censo  |
| 2001 | 18.516                 | Censo  |
| 2012 | 16.448                 | Censo  |
| 2024 | 14.367                 | Censo  |

## Economía
La actividad económica principal del municipio es la agricultura, con una producción diversificada. La producción es destinada principalmente al consumo de las familias campesinas y los excedentes son destinados a la comercialización, fuente de ingresos monetarios para la economía de los productores. Los cultivos más importantes, por el volumen de producción y el porcentaje que se comercializa, son en orden de importancia: papa, trigo, cebada, oca, haba, maíz, arveja, avena y papalisa.